# Voltage Fighter Gowcaizer
Voltage Fighter Gowcaizer (超人学園ゴウカイザー?, Chōjin Gakuen Goukaizā) è un videogioco picchiaduro a incontri per arcade sviluppato da Technos Japan Corp., pubblicato nel 1995 da SNK sulla scheda hardware e console domestiche Neo Geo, incluso Neo Geo CD. Il titolo venne portato due anni dopo (nel 1997) su PlayStation, ma che uscì solo in Giappone.
Il character design è opera dell'artista Masami Ōbari, che in precedenza aveva lavorato agli adattamenti anime della serie Fatal Fury e in seguito avrebbe lavorato al breve adattamento anime di The King of Fighters XV.

## Trama
Nel 1999, un violento terremoto colpì la regione giapponese di Kantō. Devastando l'intero paesaggio, i sopravvissuti e il governo giapponese si trasferirono in una città-isola artificiale a 185 chilometri dalla baia di Tokyo, in una nuova capitale nota come Neo Tokyo. Con la tecnologia più avanzata e all'avanguardia del XXI secolo, la Tokyo appena ricostruita è diventata l'apice del successo umano e un fulgido esempio della nuova città del prossimo millennio.
28 anni dopo, nel 2017, Neo Tokyo subisce misteriosamente un'impennata di criminalità. Nonostante tutte le funzioni cittadine siano attentamente monitorate e gestite dal suo computer cerebrale, questa ondata di attività criminali è misteriosamente sfuggita a ogni controllo governativo. Ma, insieme a questa impennata di criminalità, spuntano dal nulla figure potenti e coraggiose che desiderano opporsi a queste ingiustizie: i supereroi. Nel tentativo di far tornare Neo Tokyo un porto sicuro, questi eroi troveranno le loro misteriose tracce nel National Bernard Institute, la più importante istituzione accademica giapponese al mondo, e nel suo nuovo e misterioso preside, Shizuru Osaki.

## Modalità di gioco
All'inizio della partita, il giocatore può scegliere uno dei dieci personaggi giocabili e poi un avversario. Se il giocatore vince la battaglia, gli viene data l'opportunità di prendere una mossa speciale dall'avversario (ciò è possibile anche nelle battaglie multigiocatore). Questa meccanica è chiamata "Scambio". Se il giocatore ha già ottenuto una mossa speciale da un altro personaggio, la nuova mossa speciale che ottiene sostituirà quella vecchia. Tuttavia, se il giocatore perde una partita, se dovesse mai continuarla, gli sarà consentito l'accesso alle armi più vecchie ottenute dai nemici precedenti. Questa meccanica di gioco è simile alla possibilità di usare le mosse speciali di altri personaggi in BloodStorm, un altro picchiaduro arcade. Una caratteristica chiave è che se un personaggio ha poca salute rimanente, potrà eseguire una mossa disperata per ribaltare le sorti della battaglia.

## Personaggi
- Gowcaizer (Isato Kaiza) – Un supereroe basato sui manga giapponesi henshin e shōnen, Isato Kaiza è un adolescente focoso ma virtuoso, abile artista marziale che apprezza le cose semplici della vita, campione nazionale giapponese di arti marziali del 2016. All'arrivo di uomini misteriosi, gli viene donato un curioso cristallo noto come Pietra di Kaizer e gli viene chiesto di frequentare il Bernard Institute, una famosa accademia mondiale nota anche per i suoi programmi di arti marziali obbligatori. Tuttavia, prendendo atto dei problemi e dell'enorme criminalità nella città insulare di New Tokyo, Isato decide di usare il suo nuovo potere come l'eroe in fiamme Gowcaizer per porre fine al vizio che radica nella sua nuova casa.
- Hellstinger (Kash Gyustan) – Basato su manga con doppia vita di celebrità e materiale promozionale musicale, Kash Gyustan è il figlio di un famoso e acclamato compositore di musica classica britannica moderna. Cresciuto rigorosamente per essere Successore del padre nell'arte fin dall'infanzia, Kash si allontanò e alla fine anelò a una vita al di fuori dell'ombra del padre. Incontrando un uomo misterioso con un'aura fiammeggiante e donandogli una Pietra Kaizer per trovare il legittimo proprietario, Kash prese a cuore l'incoraggiamento dello straniero a lasciare casa e raggiungere l'indipendenza. Grazie alla sua competenza musicale, investita nella ricerca del rock and roll e come studente di Bernard, Kash divenne noto come l'eroe demoniaco dell'heavy metal oscuro Hellstinger.
- Karin Son (Sun Hualing) – Un'eroina basata su personaggi che perpetuano l'eredità di leggende del mondo reale, Sun Hualing è la figlia maggiore della sua famiglia, cresciuta in un umile villaggio remoto in Cina. Al suo diciassettesimo compleanno, a Hualing vengono svelati i segreti della sua famiglia: sono discendenti di sacerdoti e discepoli del leggendario Sun Wukong, dopo il suo grande viaggio con il monaco Tang Sanzang per raggiungere l'illuminazione. Essendo la 133esima Erede delle arti del Re Scimmia, Hualing intraprende quindi il suo pellegrinaggio alla scoperta del mondo. Giunta al Bernard Institute di New Tokyo, i suoi poteri di percepire il male percepiscono la malvagità che si cela in lui ed è determinata a fermarlo per dimostrare il suo valore come Karin Son.
- Kyosuke Shigure – Basato su protagonisti di manga giapponesi più tradizionali del genere soprannaturale, come Yu Yu Hakusho o Ogre Slayer, Kyosuke è un giovane con un passato disastroso e il cuore pieno di dolore, cresciuto esclusivamente dalla sorella maggiore, che si destreggiava tra la sua carriera universitaria e un lavoro part-time per sbarcare il lunario. All'età di quindici anni, sua sorella incontrò un uomo dall'aria strana e minacciosa; sebbene Kyosuke non si fidasse di lui, l'uomo la convinse presto a sposarlo, dopo aver notato qualcosa di latente in Kyosuke. Qualche tempo dopo, al ritorno da durante il suo lavoro part-time, quell'uomo accolse Kyosuke e prontamente uccise sua sorella davanti ai suoi occhi, il tutto per risvegliare quel potere profondo dentro di lui. Avendo considerato quell'uomo come se avesse ucciso la metà di sé che desiderava ardentemente e avendo gradualmente imparato il significato della vita ogni giorno, Kyosuke imparò a sfruttare quegli strani poteri, acquisendo una grande capacità spirituale. Armato dello Youto Kagura, un bokken dalla risonanza spirituale, Kyosuke intraprende quindi la sua vendetta solitaria per vendicare la sorella maggiore per mano dell'uomo che amava.
- Shaia Hishizaki (Shaia Shu Silveianu) – Una personalità solare e vivace, conosciuta in tutta la scuola come "Miss Bernard" e una popolare idol star in tutta l'accademia, Shaia è in realtà una poliziotta aliena, sotto copertura per trovare l'autore di un crimine spaziale di livello S sotto la giurisdizione dell'Agenzia di Controllo della Direzione Federale Spaziale, un gruppo di polizia extraterrestre che opera nello spazio per garantire la pace e sicurezza di tutti i pianeti abitati conosciuti, e tenuta segreta all'insaputa della Terra. Sebbene sia una poliziotta, si gode con tutto il cuore le responsabilità, la gloria e la fama che il suo status di idol le ha procurato. È basata su personaggi manga giapponesi dalla doppia vita, tratti da serie come Urusei Yatsura, Di Gi Charat e DearS.
- Brider (Ikki Tachibana) – Un giovane proveniente da una famiglia che apprezza la tradizione del bancho e dell'ōendan, Ikki è noto per essere il leader focoso e irascibile del Blocco E, guidato da Bernard. Un giorno, dopo un allenamento, Ikki salvò un cucciolo di nome Katamaru, che si trovava sulla traiettoria di un'auto. Dopo aver protetto il cucciolo dall'impatto, tuttavia, perse i sensi a causa delle ferite e si svegliò più tardi, legato a un letto. L'uomo che lo aveva visto, dopo avergli compiuto esperimenti atroci, gli chiese fedeltà, ma Ikki fuggì immediatamente dalla struttura e dalle sue forti braccia. Sotto una pioggia battente, un profondo dolore e dopo aver ritrovato il suo nuovo amico Katamaru, Ikki giurò quel giorno, in nome della giustizia, che l'uomo che lo aveva maledetto con il suo miserabile altro sé sarebbe stato giustiziato da lui come Brider, il Bancho Trasformato.
- Fudohmaru (Ranpou Fudoh) – Basato su eroi manga ninja, Ranpou Fudoh, un rispettato insegnante di letteratura classica di Bernard, è anche lui un ninja sotto copertura del clan Fudoh, addestrato fin dall'infanzia a conoscere i segreti della sua famiglia. Con il suo talento riconosciuto come quello di un agente di Classe A tra quelli del governo giapponese, con legami ancora forti con lo shogunato Tokugawa, sotto il nome in codice Fudohmaru, gli viene affidata una missione: infiltrarsi tra i ranghi di Bernard ed eliminare i mali che permeano la sua facoltà e che potenzialmente minacciano il paese.
- Captain Atlantis (Randy Riggs) – Randy Riggs, studente di archeologia americano di Bernard, dotato di talento accademico, timido e dai modi gentili (oltre che appassionato di fumetti), si imbatte in una curiosa maschera antica durante il suo tempo libero. Dopo essersi risvegliato dopo un blackout, dopo aver visto dei ragazzi ubriachi molestare i passanti mentre tornava a casa, il servizio televisivo del mattino seguente rivela che è diventato il potente Captain Atlantis, un eroe di lunga data dedito a difendere il bene e a combattere il male. È basato su supereroi americani tradizionali, come The Phantom, Batman e Superman.
- Marion (DES/CO-P IV "Marionette") – In risposta alla recente ondata di incidenti sospetti a scuola, la Bernard School Discipline Organization ha commissionato al Dipartimento di Scienze la creazione di un robot da pattuglia. È in competizione con MariCannon e MariTank, anch'essi creati per lo stesso scopo: il titolo di robot più forte.
- Sheng-Long (Gouichirou Kaiza) – Basato su serie di arti marziali più moralmente ambigue e criminali, come Baki the Grappler e Crying Freeman, Gouichirou Kaiza era un tempo il celebre esempio di abilità marziale divina alla nascita della setta buddista Enryuji del Monte Hida a Gifu, in Giappone, che insegnava l'illuminazione religiosa attraverso la via del pugno. Finché, all'età di 15 anni, le lodi di Gouichirou si trasformarono presto in vergogna, per aver profanato i cancelli del tempio con la sua vana dichiarazione di essere un essere supremo. Espulso da casa a causa della sua arroganza, Gouichirou si ritirò sulle montagne per continuare il suo addestramento. All'età di 26 anni, Gouichirou incontrò presto un visitatore, un umile monaco che desiderava anch'egli allenarsi con lui. Per i due anni successivi, i due si allenarono nell'arte dell'Enryuji-ryu, ma con grande ira di Gouichirou, l'ospite se ne andò dopo aver dimostrato la sua padronanza delle tecniche più preziose di Enryuji. Infuriato e invidioso di ciò che l'ospite aveva ottenuto, la follia di Gouichirou lo portò presto a intraprendere una vita violenta e sanguinosa, fatta di crimine e vizio, nei panni del malvagio assassino Sheng-Long. Dopo aver scoperto dove si trova l'uomo che gli era succeduto nelle arti dell'Enryuji-ryu, Sheng-Long si propone di terrorizzare la città di New Tokyo e di attirarlo allo scoperto.

### Boss
- Platonic Twins (Ryo Asahina & Suzu Asahina) – Sono due gemelli che ricoprono la carica di presidente del consiglio studentesco e vicepresidente della Bernard Academy. Sebbene siano fratelli biologici, sono innamorati l'uno dell'altra e, quando la sorella minore Suzu viene colpita da una malattia incurabile, i due tentano il suicidio insieme, ma vengono salvati da Ozaki. Grazie al potere della Pietra del Kaiser, Ryo e Suzu diventano un corpo solo. Da allora, hanno giurato fedeltà a Ozaki. Sebbene di solito vivano separatamente come normali esseri umani, sono collegati tramite le Pietre Kaiser incastonate nei loro corpi, che impediscono alla malattia di Suzu di progredire. Se qualcuno facesse del male a Ozaki, i due si unirebbero e userebbero i loro poteri al massimo, trasformandosi nei sovrumani Platonic Twins.
- Ohga (Shizuru Osaki) – L'antagonista del gioco, Shizuru Osaki, è il preside e direttore del Bernard Institute, che si dice non si veda mai in pubblico né nel campus. Le sue origini sono misteriose, ma è un uomo di profonda pietà e fede, che desiderava il potere di raggiungere la divinità. Pur avendo seguito i sentieri monastici del sacerdozio in tutto il mondo per raggiungere questo obiettivo, la sua insaziabile ambizione lo portò alla scoperta di un oscuro rituale noto come Massacro del Sé, un atto disumano di sacrificio di sangue che avrebbe garantito al praticante di diventare a sua volta una divinità. Sotto le spoglie di Ohga, Shizuru uccise migliaia di persone per mano sua per compiere questo rituale, e il suo percorso di carneficina lo avrebbe visto iniziare dopo aver imparato le arti dell'Enryuji-ryu. Dopo aver ottenuto il potere divino con l'omicidio della sua ultima vittima, Shizuru cadde presto nella follia; il potere divino ottenuto era quello di un dio infernale, e cadde nella disperazione poiché non riusciva più a sentire che la realtà potesse stargli dietro, come se i suoi limiti lo stessero intrappolando e soffocando. Col passare del tempo, iniziò presto a sentire la chiamata di un'entità oscura che si autoproclamava l'universo che desiderava la completa distruzione della Terra, e il suo desiderio di far sì che Ohga ne vedesse veramente il corso. Rendendosi conto del suo fatale errore e di ciò che avrebbe potuto divorare gli ultimi resti della sua umanità e porre fine al mondo, Shizuru compie sforzi disperati per trovare coloro che possano davvero dargli pace prima che il malvagio dio Ohga dentro di lui diventi inarrestabile.

## Accoglienza
In Giappone, la rivista Game Machine elencò Voltage Fighter Gowcaizer nel numero del 1º novembre 1995 come la diciottesima unità arcade di maggior successo del mese. Sin dalla sua uscita, il titolo ha ricevuto recensioni generalmente contrastanti da parte della critica. Secondo Famitsū, la versione per Neo Geo CD vendette oltre 6285 copie nella sua prima settimana d'uscita.